# 高田橋 (東京都)

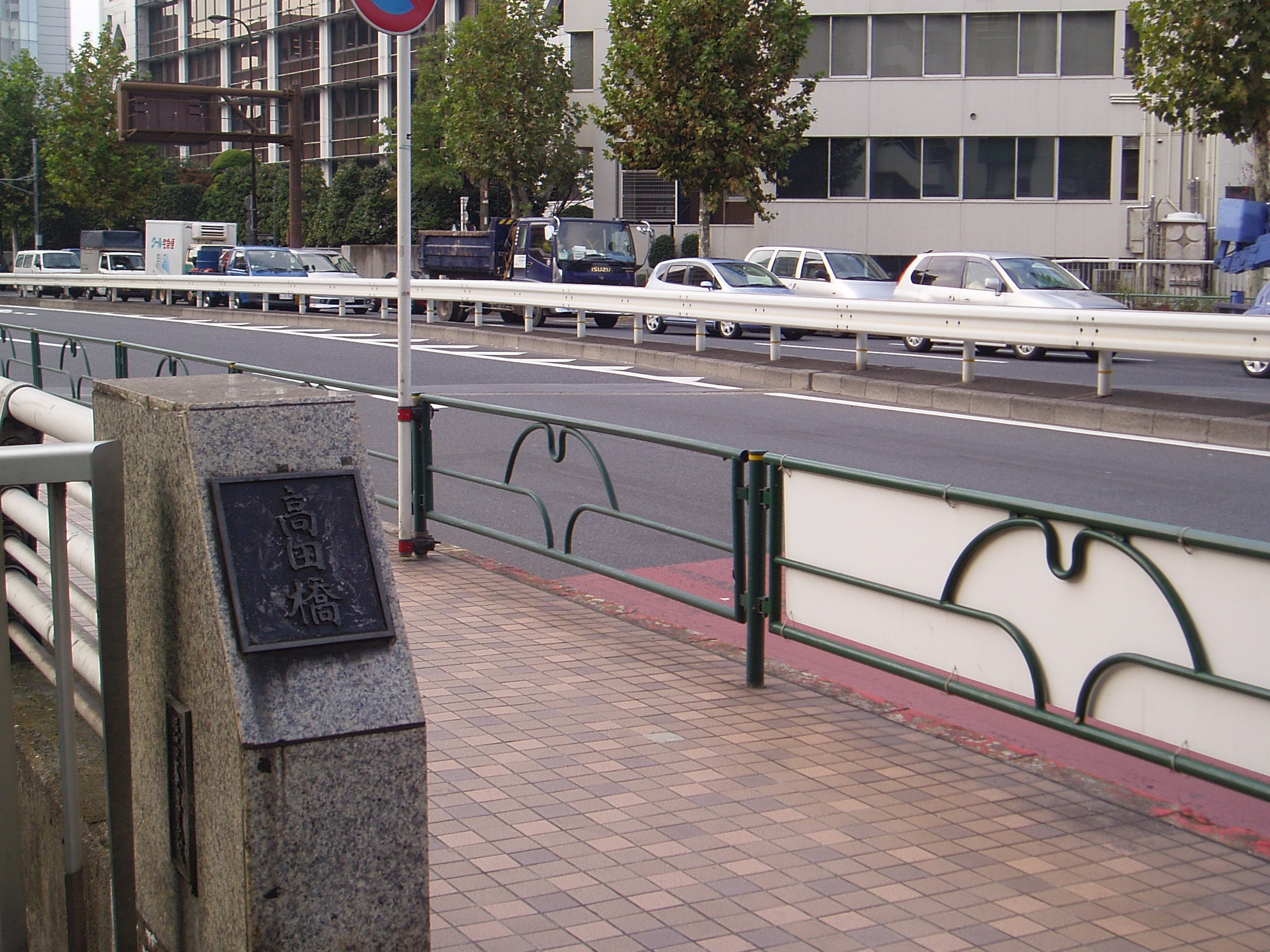
高田橋谷原方面

高田橋（たかだばし）は、東京都豊島区の神田川に架かる、東京都道8号千代田練馬田無線（新目白通り）の橋。下流側にある高戸橋の間に妙正寺川と合流している（正式には下落合）。

## 由来
名前の由来は下流側の高戸橋は豊島区高田と新宿区戸塚を合わせて高戸橋だが、それなら高戸橋とほぼ同じ場所にある高田橋も高田から戸塚に架かっているから、高戸橋と記名できるのでは、と考える人がいると思うが、このあたりは豊島区と新宿区との区境がとても複雑になっており、高田橋は所在地としては橋全体が豊島区高田3丁目に位置するので高田橋となった。

## 橋周辺
- 都電荒川線学習院下停留場・面影橋停留場
- 戸塚警察署

座標: 北緯35度42分52.4秒 東経139度42分38.7秒 / 北緯35.714556度 東経139.710750度